# 桂ちきん
桂 ちきん（かつら ちきん、本名：峯松 明生、1985年5月22日 - ）は、大阪府松原市出身の落語家・映画評論家。吉本興業所属。上方落語協会会員。よしもと奈良県住みます芸人。

## 来歴・人物
小学校の頃からお笑いに興味を持ち、学生時代はバスター・キートン、チャールズ・チャップリン、ハロルド・ロイド、古川ロッパなどの喜劇から日本の砂川捨丸・中村春代、横山エンタツ・花菱アチャコの漫才、また上方落語、戦前、戦後の寄席演芸、バラエティ番組にいたるまでを研究に没頭。また喜劇映画にも精通する。週に映画を20本観ている。
奈良産業大学卒業後、2008年9月に桂きん枝（現・4代桂小文枝）に入門
。当初芸名は謹賀新年にちなんで「きんが」（漢字表記不明）という候補があったが却下された、ちきんの友人らに相談したら「ちきん」と「きんかん」という候補が上がり、「ちきん」が選ばれた。入門後の2010年には師匠・きん枝が第22回参議院議員通常選挙へ出馬したために選挙手伝いや応援に借り出される。当時を振り返って「もし師匠が当選していたら噺家やなくて政治秘書になっていたかもしれない」と語っている。2012年1月に年季明け。
2018年より奈良県生駒市に在住し、「あなたの街に住みますプロジェクト」により奈良県住みます芸人を務めている。